# Clase Charleston
Los cargueros anfibios clase Charleston fueron una clase de cargueros anfibios que estuvieron en servicio en la Armada de los Estados Unidos. Estos barcos sirvieron en Grupos de Preparación Anfibia entre 1968 y 1994. Los barcos fueron los últimos buques de carga anfibios construidos para la Armada de los EE. UU., y su función fue asumida por el muelle de transporte anfibio clase San Antonio.

## Unidades
- USS Charleston (LKA-113): alta en 1968. Retirado en 1992.[3]
- USS Durham (LKA-114): alta en 1969. Retirado en 1994. Hundido como buque objetivo el 30 de agosto de 2020.[4]
- USS Mobile (LKA-115): alta en 1969. Retirado en 1994. Llegó para su desguace a Brownsville, Texas, el 12 de octubre de 2023.[5]
- USS St. Louis (LKA-116): alta en 1969. Retirado en 1992. Hundido como blanco naval el 21 de septiembre de 2018.[6]
- USS El Paso (LKA-117): alta en 1970. Retirado en 1994. Llegó para su desguace a Brownsville, Texas, el 12 de octubre de 2023.[7]